# 100936 Mekong
100936 Mekong este o planetă minoră (asteroid) din centura de asteroizi. A fost descoperită pe 26 iunie 1998 la Observatorul La Silla de Eric Walter Elst și a fost numită după Mekong. 
Obiectul prezintă o orbită caracterizată de o semiaxă mare de 2,4080807212184 UAi, o excentricitate de 0,13, o înclinație de 2,6 ° în raport cu ecliptica.